# Всероссийская перепись населения (2002)
Всеросси́йская пе́репись населе́ния 2002 года — первая в истории современной России перепись населения, прошедшая с 9 по 16 октября 2002 года. Организатором переписи являлся Государственный комитет Российской Федерации по статистике (Госкомстат). Девиз переписи — «Впиши себя в историю России!».
Согласно стандартам ООН, перепись населения должна происходить каждые 10 лет. Предыдущая перепись на территории современной России проходила в рамках всесоюзной переписи 1989 года в период существования РСФСР, соответственно следующая перепись должна была пройти в 1999 году, но по различным причинам она переносилась и в итоге перепись была проведена в октябре 2002 года, хотя также президент России Владимир Путин на заседании госкомиссии предлагал её перенести на январь 2003 года.
Перепись населения 2002 года помогла создать более чёткую научно-статистическую базу для реализации национальных проектов «Доступное и комфортное жильё — гражданам России», «Развитие АПК». Перепись достоверно задекларировала демографический кризис в России, а её итоги позволили скорректировать политику государства в этой сфере: по её итогам была разработана программа материнского капитала.
Затраты на Всероссийскую перепись населения в 2002 году составили около 4,8 млрд рублей.

## Подготовка к переписи
В 1989—2002 годах в России удалось провести микроперепись населения с охватом 5 % населения с 14 по 23 февраля 1994 года, кроме жителей Чеченской Республики.
Для подготовки к намечавшийся на 1999 год переписи в 1995 году было организовано Всероссийское совещание статистиков, а на ноябрь 1996 года было намечено проведение пробной переписи, однако пробная перепись была проведена лишь с 14 по 21 февраля 1997 года с указанием критического момента на 0 часов 14 февраля. Она охватила 307 тыс. человек в четырёх регионах Российской Федерации. Проведение переписи населения планировалось с 16 по 23 февраля 1999 года с получением предварительных итогов в ноябре того же года и окончательными к октябрю 2000 года согласно постановлению правительства РФ № 326 от 15 апреля 1994 года.
Позднее пробная перепись населения была проведена с 11 по 18 октября 2000 года в районе Преображенское Восточного административного округа Москвы, Красногорском районе Московской области и во Фрунзенском районе Владивостока с охватом в 100 тысяч человек.
Из-за дефолта было принято решение отказаться от проведения переписи населения в 1999 году, при этом новые сроки оставались неопределёнными, впоследствии сроки проведения сначала были изменены на 2000, позже — на 2001 и 22 сентября 1999 года было принято решение о проведении переписи населения в 2002 году.

## Результаты переписи

### Численность населения
По результатам переписи, число жителей России, по сравнению с 1989 годом, уменьшилось на 1,8 млн человек и составило 145 166 731 человек.
Результаты переписи населения обнаружили большое расхождение с данными текущего учёта населения, причём как в большую, так и в меньшую сторону. В частности, на Дальнем Востоке перепись не обнаружила около 150 тыс. человек (хотя исходя из душевых показателей исчислялись размеры бюджетной помощи этим регионам), а в процентном отношении рекорд «недостачи» был поставлен в Чукотском автономном округе (-28 %). Аналогичные, хотя менее выдающиеся в количественном выражении результаты, были в регионах севера Европейской России и некоторых областях т. н. основной полосы расселения (в частности, в Тамбовской, Тверской и Курганской перепись не обнаружила более 5 % числившегося населения). Наоборот, в Москве при официальной численности населения в 8,5 млн человек переписано было 10,4 млн. На 77 % выше ожидаемого оказалось число жителей Чечни (600 тыс. и 1,1 млн), при этом сроки переписи в регионе были очень сжатыми — она проводилась только 12-13 октября вместо положенных 9-16 октября для остальной страны.

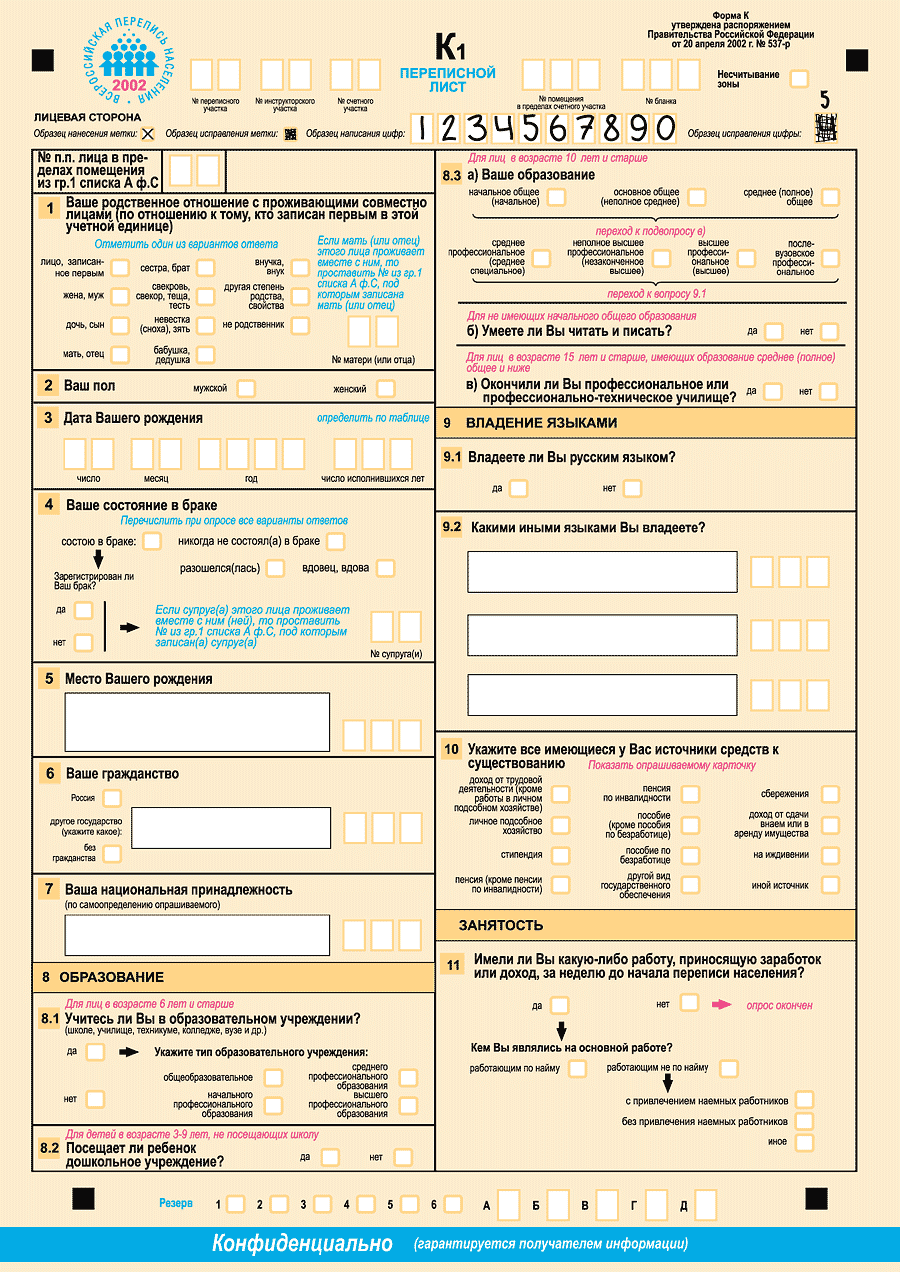
Переписной лист Всероссийской переписи населения 2002 года (краткая программа переписи)
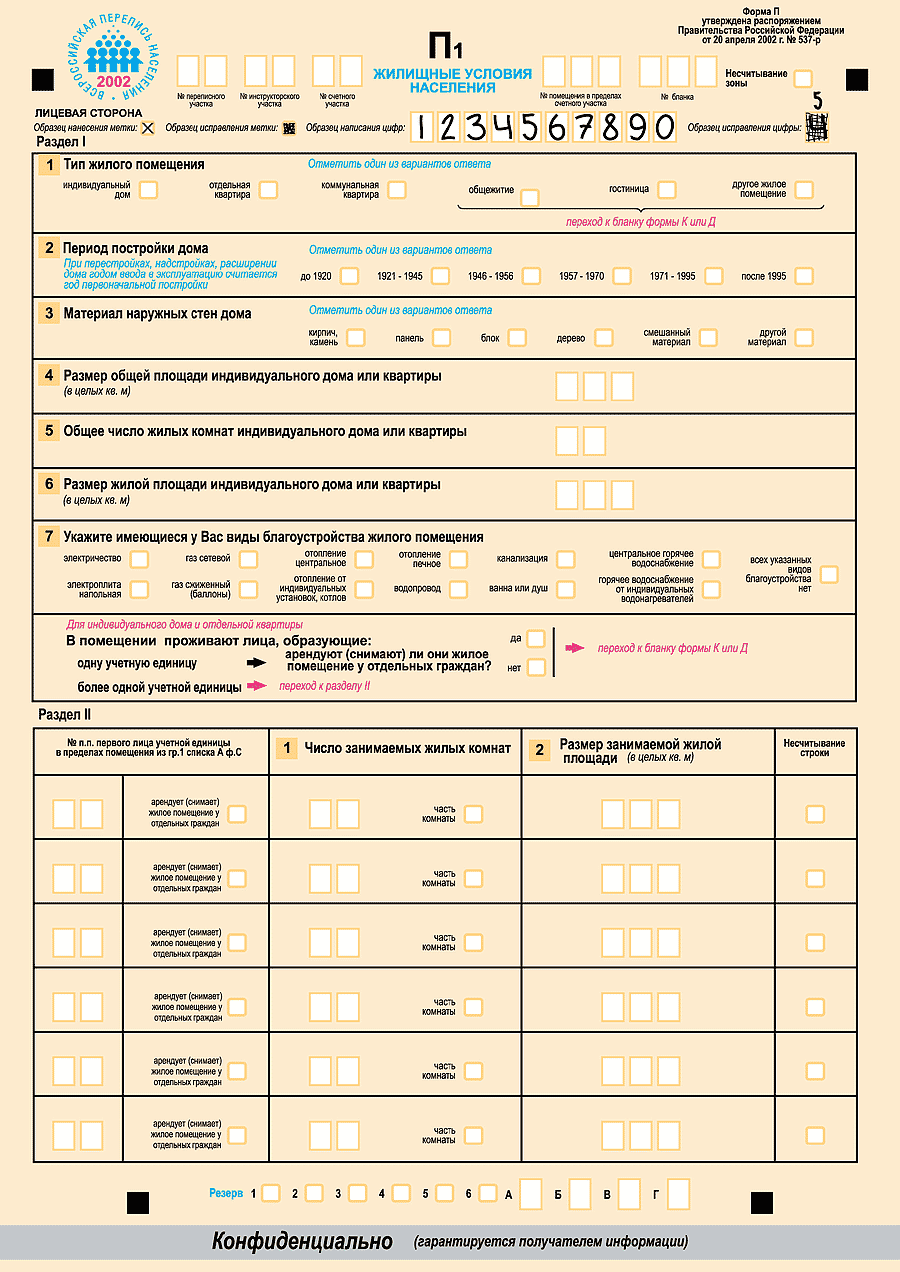
Переписной лист Всероссийской переписи населения 2002 года (о жилищных условиях населения)
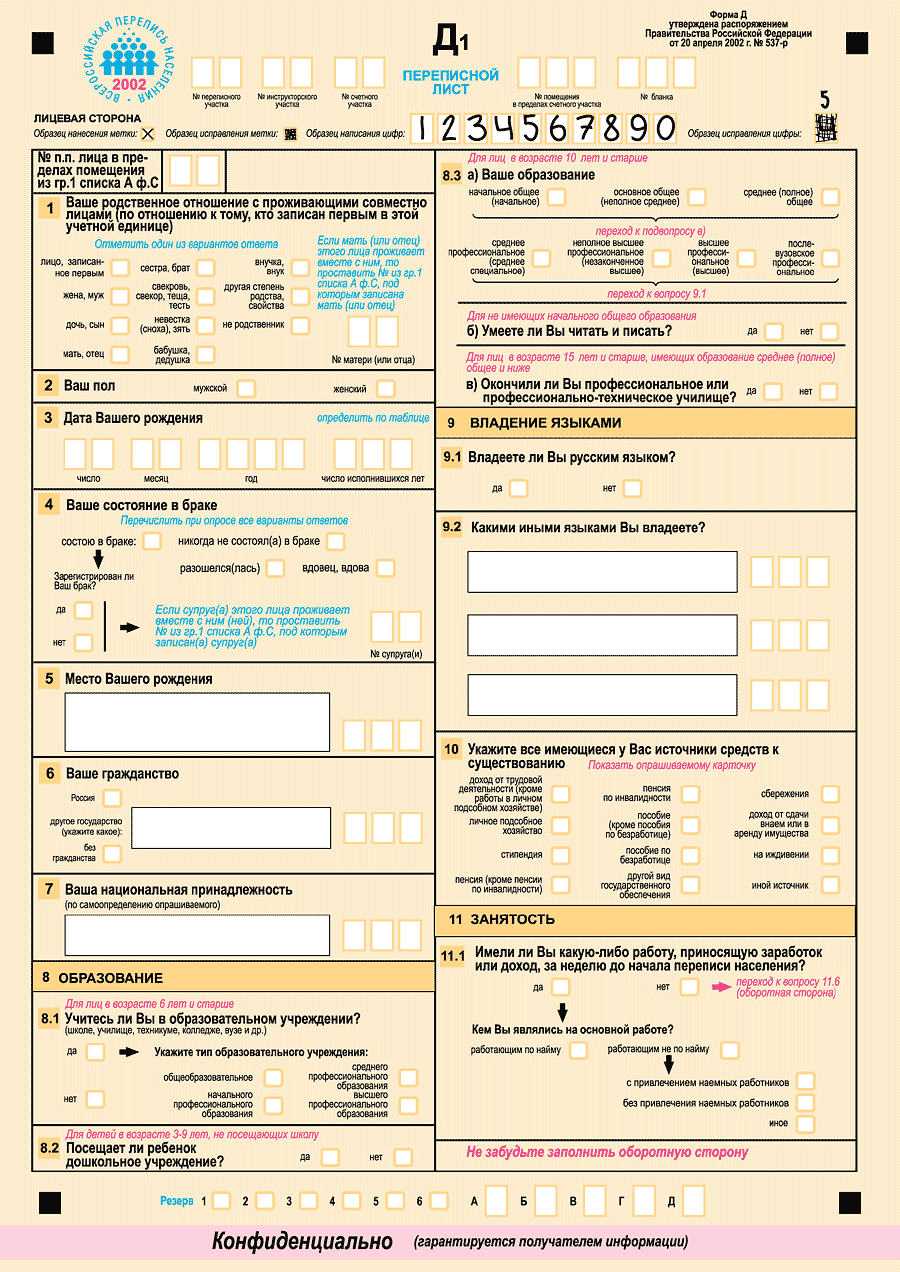
Переписной лист Всероссийской переписи населения 2002 года (расширенная программа переписи) — титул)
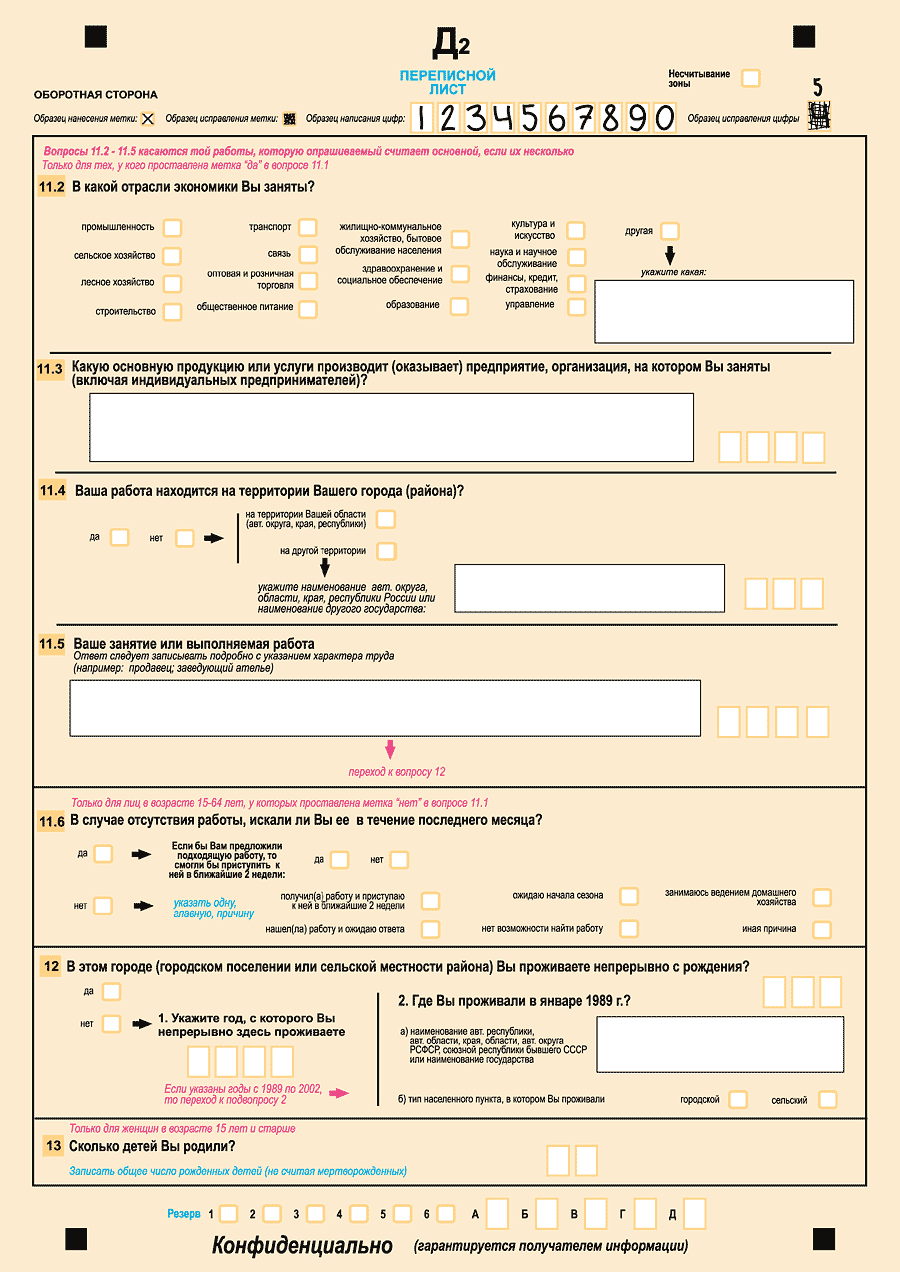
Переписной лист Всероссийской переписи населения 2002 года (расширенная программа переписи) — оборот)
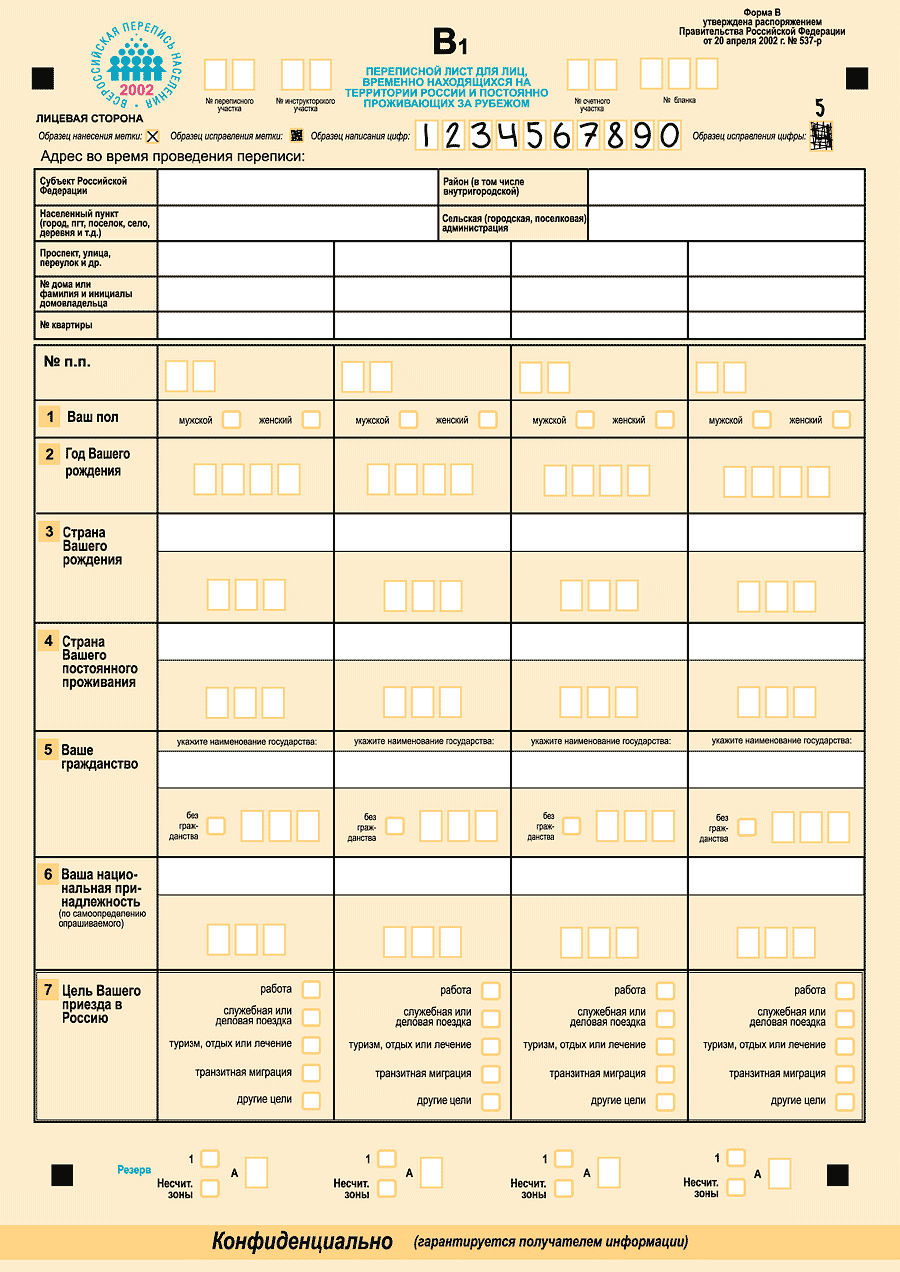
Переписной лист Всероссийской переписи населения 2002 года (для иностранцев)

### Национальный состав населения

Этническая карта Кавказа

Самый многочисленный этнос Российской Федерации — русские; численность лиц, определивших себя таковыми (графа № 7 переписного листа), по данным переписи 2002 года, — 115,9 млн, или 79,8 % от всего населения, на втором месте — татары (5,6 млн, или 3,8 %), на третьем — украинцы (2,9 млн, 2 %), на четвёртом — башкиры (1,7 млн, 1,2 %), на пятом — чуваши (1,6 млн, 1,1 %), на шестом — чеченцы (1,5 млн, 1,0 %), на седьмом — армяне (1,1 млн, 0,8 %), на восьмом — мордва (800 тыс., 0,6 %).
С 1989 года произошли существенные изменения в этнической структуре населения: в частности, доля русских снизилась с 81,5 % до 79,8 %; за межпереписной период снизилась численность украинцев на 33 %, белорусов на 32 %, немцев на 29 %, мордвы на 21 %, удмуртов на 11 %, чувашей на 8 %; увеличилась численность чеченцев — в 2,1 раза, ингушей и азербайджанцев — в 1,8 раза, лезгин — в 1,6 раза, даргинцев на 44 %, аварцев на 39 %, кабардинцев на 35 %, осетин на 28 %.

### Гражданство населения
Новым в программе переписи 2002 года был вопрос о гражданстве. Численность граждан России составила 142,4 млн человек (98 % жителей страны). Переписаны также были 1 млн граждан других стран и 400 тыс. лиц без гражданства. Двойное гражданство указали 44 тыс. человек. 1,3 млн человек не указали своего гражданства.

### Городское и сельское население
73 % россиян — городские жители, 27 % — сельские, что соответствовало уровню 1989 года. Одна из основных особенностей демографической ситуации последних десятилетий в стране — концентрация городского населения в небольшом количестве густонаселённых центров: свыше 60 % населения сосредоточено в трёх федеральных округах — Центральном (26 %), Приволжском (22 %) и Южном (16 %). Самым малочисленным является Дальневосточный федеральный округ — 4,6 % населения. Треть жителей России сосредоточена в крупнейших «городах-миллионерах»: в Москве, Санкт-Петербурге, Новосибирске, Екатеринбурге, Нижнем Новгороде, Самаре, Омске, Казани, Челябинске, Ростове-на-Дону, Уфе, Волгограде.

### Половозрастная структура населения
Перепись зафиксировала характерное для населения России превышение численности женщин по сравнению с численностью мужчин, которое составило 10 млн человек против 9,6 млн в 1989 году. На 1000 мужчин женщин составило 1165 в городском и 1099 в сельском населении — в целом 1147. Соотношение мужчин и женщин по переписи 2002 года было более благоприятным в сельском населении — 52,4 % женщин против 53,8 % — в городском (53,4 % женщин во всем населении).
Перепись зафиксировала превышение числа пожилых людей над числом детей:
- 18,1 % от численности населения — дети (до 16 лет)
- 61,3 % — население трудоспособного возраста (мужчины 16-59 лет, женщины 16-54 лет)
- 20,5 % — старше трудоспособного возраста (мужчины старше 60 лет и женщины старше 55 лет)[25]

### Уровень образования населения
Из 1000 человек в возрасте 15 лет и более 902 человека имели образование основное общее и выше (в 1989 г. — 806). Их численность в целом составила 109,4 млн человек и увеличилась за межпереписной период на 20 %. В полтора раза возросла численность лиц с высшим и средним профессиональным образованием.

## Предполагаемые фальсификации и недостатки
В регионах, где отмечалась максимальная «недостача» населения, наибольшая убыль была зафиксирована в более экономически благополучных центрах этих регионов, тогда как население небольших городов с худшими условиями жизни фактически не изменилось. Это дало почву для предположений о том, что данные переписи там также были фальсифицированы, чтобы избежать сокращения бюджетных дотаций. По некоторым данным, эти «мёртвые души» использовались также для искажения результатов выборов: в Башкортостане официальные власти якобы пытались фальсифицировать данные, касающиеся национального состава населения. Власти Татарстана высказывали протест против действий, направленных, по их мнению, на снижение численности татар в республике, например, выделение отдельной позицией этноса кряшен, близкой к татарам, в то же время указывалось, что процент фальсификаций переписи в Татарстане может составить до 80 %.
В 2006 году Росстат провёл «корректировку» ретроспективных данных численности населения по регионам, расхождения текущего учёта и переписи были сильно сглажены. Оригинальные данные сохранены, например, на сайте проекта «Мой город».
Исследователь Ольга Вендина в статье «Культурное разнообразие и „побочные“ эффекты этнокультурной политики в Москве», опубликованном в сборнике «Иммигранты в Москве» утверждает, что в Москве был организован «вброс» пустых переписных листов, которые заполнялись произвольно, поскольку городские власти были заинтересованы в завышении численности населения для роста бюджетных дотаций. Так, сотрудник управы «Кузьминки» рассказывал:

«С 9 октября меня и всех остальных работников управы завалили „распечаткой из милиции на плохом струйнике“ на временно зарегистрированных в Москве граждан СНГ, причём обязали вписывать в анкету переписи всех тех, у кого срок регистрации закончился в 1994—1996 годах. За 2 дня мы их „переписали“… Затем пришли такие же документы из ЖЭО. В результате у нас получилось так. Место работы писали так: строительный отдел записывал всех строителями, социальный — музыкантами и учителями, торговый — продавцами. По-честному переписали 1,5 тысячи человек, а в итоге мы написали 10,5 тысяч человек. Такое было не только у нас, но и по всей Москве. В одну из управ ЮВАО пришло указание, чтобы не ставили национальность: „мы лучше сами её проставим“. И действительно, таких наций, как мордва, чуваши, коми, карелы там не оказалось ни одного человека».

В Центре демографических исследований «Российской экономической школы» считают, что в ответах на вопросы о своей национальности или родном языке многие граждане могли указать неточные данные, что могло быть вызвано, в том числе, неясными формулировками вопросов в переписных опросных листах.

## Факты
По результатам переписи, 42 980 человек в стране заявили о своей национальной принадлежности, в общей сложности, к 430 вымышленным или историческим этническим группам, в ряде случаев эти цифры превышали даже численность некоторых народностей севера, так в Перми многие поклонники творчества Толкина в графе «национальность» указали «хоббит» или «эльф», а тридцать человек из Ростова-на-Дону назвали себя скифами по национальности.
За счёт внутренней миграции из других регионов России, суммарное население Москвы и Московской области превысило расчётную численность более чем на 2 млн человек.
Материалы переписи положены в основу изданного в 2009 году Атласа «Народы России».